# هیروکی اوکا
هیروکی اوکا (انگلیسی: Hiroki Oka؛ زادهٔ ۱۸ آوریل ۱۹۸۸) بازیکن فوتبال اهل ژاپن است.
از باشگاه‌هایی که در آن بازی کرده‌است می‌توان به باشگاه فوتبال جف یونایتد ایچیهارا چیبا اشاره کرد.